# 书名号 (专辑)
《书名号》是朱七的一张专辑，于2018年12月8日发行，共收录了14首歌，全部由朱七作词作曲。其中十二首歌曲由朱七独唱。而歌曲《楼台》是与周深合唱，并提前于2018年11月21日作为数字单曲发布。歌曲《好汉》则是与小皮、卢山、葛磊、赵翔合唱。

## 背景和风格
朱七是有二十多年经验的独立音乐人，虾米音乐的创始人之一，多以“朱七的笔记”为名发表词曲创作作品。朱七的专辑常以标点符号作为专辑名，例如《感叹号！》、《问号？》、以及《书名号》。2018年发表的专辑《书名号》，由王治平担任制作人，专辑里有关于孙悟空、诸葛亮、宋江、张生、梁祝等人的歌曲。澎湃新闻评论说，“《书名号》的亲切里有让人想回避的岁月尘埃味。”
歌曲《楼台》提前于2018年11月21日在音乐平台作为单曲发布，12月8日收录于专辑中。此曲是朱七作词作曲，并邀请周深共同演唱的歌曲，讲述的是梁山伯与祝英台的故事。歌曲参考了经典的小提琴协奏曲《梁祝》，原本是首独唱歌曲，后改为合唱歌曲。歌曲对传统的梁祝故事进行了颠覆，在朱七笔下，梁山伯爱的是“缠绵的男孩”，未解祝英台的“苦苦暗示”，在楼台相会时才发现了祝英台竟是“红妆粉黛”的女子，导致两人“各执一词”，这份感情戛然而止。朱七表示“因为周深的加入，歌曲的复杂度和美感，才能一一呈现出来。”。在飛碟電台夜光家族的《宝藏周记》第12期和第55期节目中都推荐了这首歌：“这首歌它并不是电视剧的，可是它写了我们最有名的梁祝故事，它这个主题也像OST一样”。
2019年7月，周深“深空间”个人巡回演唱会杭州站，朱七担任特邀嘉宾，两人同台合唱《楼台》。

## 曲目列表
以下内容来自QQ音乐及Apple Music：
| 书名号 | 书名号              | 书名号                   | 书名号 |
| 曲序   | 曲目                | 歌手                     | 时长   |
| ------ | ------------------- | ------------------------ | ------ |
| 1.     | 初夏 (Intro-Summer) | 朱七                     | 1:00   |
| 2.     | 说书                | 朱七                     | 5:00   |
| 3.     | 西行                | 朱七                     | 7:46   |
| 4.     | 东风                | 朱七                     | 4:10   |
| 5.     | 好汉                | 朱七/小皮/卢山/葛磊/赵翔 | 7:33   |
| 6.     | 西厢                | 朱七                     | 5:02   |
| 7.     | 楼台                | 朱七/周深                | 5:19   |
| 8.     | 彼岸                | 朱七                     | 6:03   |
| 9.     | 楚门                | 朱七                     | 5:48   |
| 10.    | 乌鸦                | 朱七                     | 4:49   |
| 11.    | 棋路                | 朱七                     | 5:53   |
| 12.    | 倒骑                | 朱七                     | 4:26   |
| 13.    | 剧本                | 朱七                     | 6:07   |
| 14.    | 晚春                | 朱七                     | 1:01   |